# Марнердајх
Марнердајх (њем. Marnerdeich) општина је у њемачкој савезној држави Шлезвиг-Холштајн. Једно је од 115 општинских средишта округа Дитмаршен. Према процјени из 2010. у општини је живјело 339 становника. Посједује регионалну шифру (AGS) 1051073.

## Географски и демографски подаци
Марнердајх се налази у савезној држави Шлезвиг-Холштајн у округу Дитмаршен. Општина се налази на надморској висини од 0 метара. Површина општине износи 1,3 km². У самом мјесту је, према процјени из 2010. године, живјело 339 становника. Просјечна густина становништва износи 259 становника/km².